# Schinznach-Bad
Schinznach-Bad es una comuna suiza del cantón de Argovia, situada en el Distrito de Brugg. Limita al norte con la comuna de Villnachern, al noreste con Brugg, al este con Habsburg y Scherz, al sur con Holderbank, y al oeste con Schinznach.

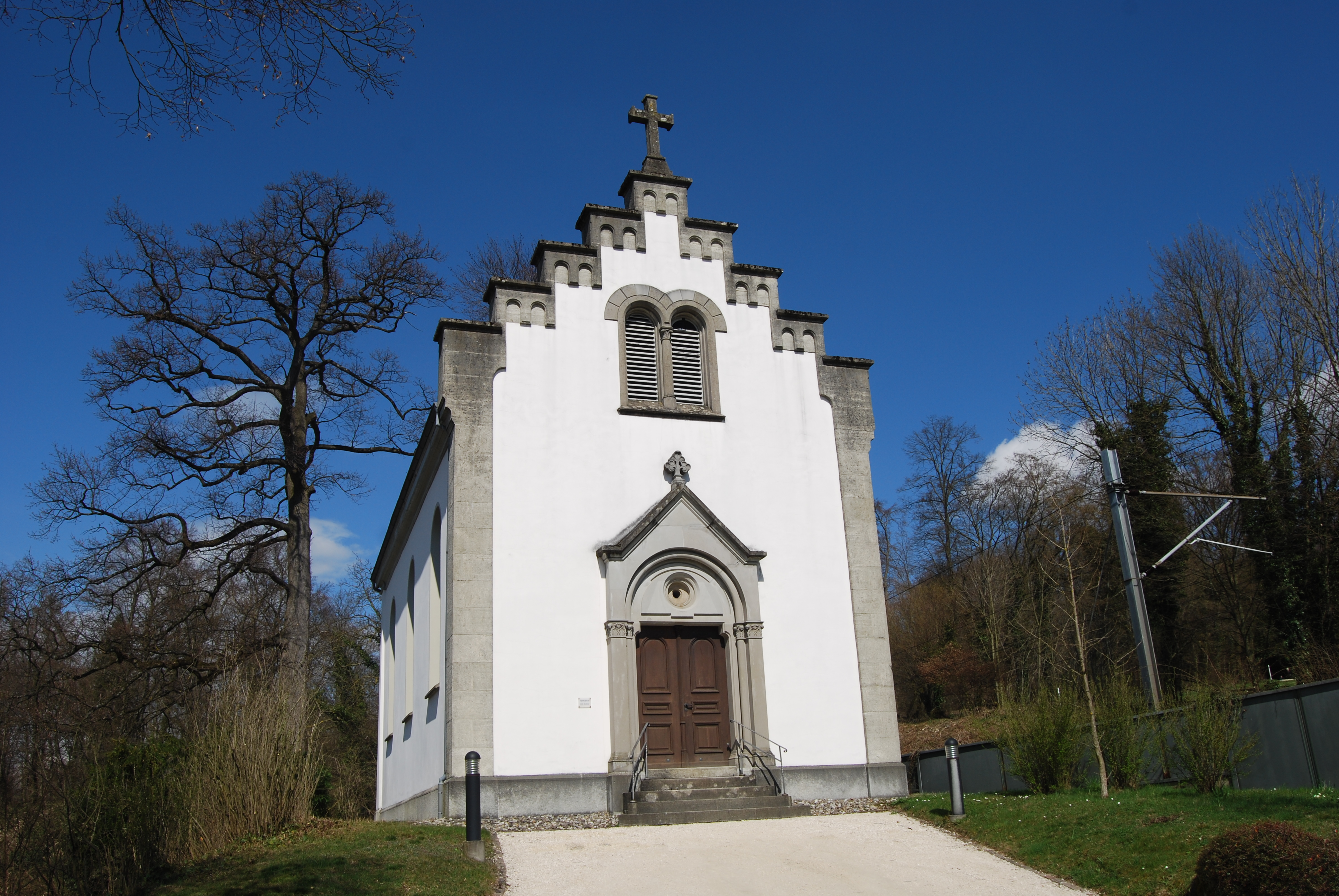
Schinznach-Bad